# Noiva da Noite
Noiva da Noite (com o subtítulo "Desejo de 7 Homens") é um filme brasileiro de 1974 dirigido por Lenita Perroy.

## Sinopse
Para se vingar de um fazendeiro que matara seu irmão e lhe roubara uma mina de diamantes, um presidiário aproveita-se de um indulto e rapta a filha do coronel, e ambos acabam se envolvendo.

## Elenco
- Rossana Ghessa .... Lúcia
- Francisco di Franco .... Danilo
- Flávio Portho .... Juca
- Toni Cardi .... Galante
- Jofre Soares .... coronel
- Paulo Alves .... Polo

Atores convidados
- Gilberto Sálvio .... Cascavel
- Sandro Polônio .... padre
- Jurandir Costa .... capanga
- Lino Sérgio
- Constantino Florus
- Gira Rinaldi
- Rogério d'Elia

Participação especial
- Alberto Ruschel .... diretor do presídio
- Anselmo Duarte .... jogador
- Fredi Kleeman